# ألد أوين
ألد أوين (بالإنجليزية: Aled Owen)‏ هو لاعب كرة قدم بريطاني، ولد في 7 يناير 1934 في برينتغ ‏ في المملكة المتحدة. لعب مع إيبسويتش تاون وتوتنهام هوتسبير ونادي بانغور سيتي ونادي ريكسهام.